# راؤول غارسيا كارنيرو
راؤؤل غارسيا كارنيرو (بالإسبانية: Raúl García Carnero)‏ (المولود 30 أبريل 1989) لاعب كرة قدم إسباني يلعب حاليًا مع نادي ديبورتيفو ألافيس الإسباني كظهير أيسر.

## المسيرة الاحترافية
يوم 4 أبريل 2010، لعب غارسيا أول مباراة له مع الفريق الأول وأول مباراة له في الدوري الإسباني ضد أتلتيكو مدريد في ملعب فيسنتي كالديرون وانتهت المباراة بفوز الأتلتي بنتيجة 3–0. لعب بعد ذلك أربع مباريات في الدوري مع التشكيلة الرئيسية إلى نهاية الموسم والتي وقع فيها على عقد جديد مدته عام واحد.
في الموسم اللاحق، عاد غارسيا إلى ديبورتيفو ب وأُعير إلى نادي الدرجة الثانية ب نادي ميلييا في صيف 2011. تلقى لاحقًا عرضًا من نادييه الأب على شرط قبوله بإعارة أخرى. رفض غارسيا العرض وقع مع ألمريا حتى 5 يوليو 2012.

## روابط خارجية
- راؤول غارسيا كارنيرو على موقع قاعدة بيانات كرة القدم.إي يو (الإنجليزية)
- راؤول غارسيا كارنيرو على موقع Soccerbase.com (لاعب) (الإنجليزية)
- راؤول غارسيا كارنيرو على موقع Soccerway.com (الإنجليزية)